# Большая Воронья
Большая Воронья — река в России, протекает по Красновишерскому району Пермского края. Длина реки составляет 12 км. Устье реки находится в 178 км по левому берегу реки Вишера напротив покинутой деревни Воронья.
Течёт преимущественно в восточном, северо-восточном и северном направлениях.

## Данные водного реестра
По данным государственного водного реестра России относится к Камскому бассейновому округу, водохозяйственный участок реки — Кама от водомерного поста у села Бондюг до города Березники, речной подбассейн реки — бассейны притоков Камы до впадения Белой. Речной бассейн реки — Кама.
Код объекта в государственном водном реестре — 10010100212111100004716.